# Millencolin/Midtown Split
Millencolin/Midtown Split – split EP szwedzkiego punkrockowego zespołu Millencolin i amerykańskiego poppunkowego zespołu Midtown.

## Lista utworów
1. Millencolin – "No Cigar"
2. Millencolin – "Black Eye"
3. Millencolin – "Buzzer" (Extended version)
4. Midtown – "Let Go"
5. Midtown – "Get it Together"
6. Midtown – "You Should Know"